# 吸血鬼葬礼
吸血鬼葬礼（又称反吸血鬼葬礼）是指一种墓葬形式，以防止死者以吸血鬼的形式或“真正的”吸血鬼复活。在中世纪，这样的墓葬传统在欧洲各地的表现形式都有所差别。
“吸血鬼葬礼”一词也可以指与一些宗教或民间仪式有关的葬礼，比如被埋葬的人可能是被认为是“不纯洁”的或者具有邪灵体质的死者，而这些仪式的目的皆是为了防止逝者从坟墓里复活。这方面的一个例子是意大利卢尼亚诺因泰韦里纳的一个5世纪中期的“儿童墓地”。
考古学家还发现了许多关于此类型的墓葬。
- 16世纪中叶在意大利威尼斯泻湖的Lazzaretto Nuovo岛上举行的一场女子葬礼。[3]
- 1675-1880年间，在大波兰的一个公墓里发现了“吸血鬼葬礼”所埋葬的死者遗骸。[5]
- 德罗斯科公墓，可追溯到17-18世纪的波兰。然而，关于此地为“吸血鬼葬礼”的理论在后来备受争议。[6]
- 波兰格利维采，未标明日期。[7]
- 波兰Kałdus的中世纪“吸血鬼葬礼”墓地。[8]
- 萨诺克的反吸血鬼葬礼墓地。